# Stomoxys bengalensis
Stomoxys bengalensis är en tvåvingeart som beskrevs av François Picard 1908. Stomoxys bengalensis ingår i släktet Stomoxys och familjen husflugor. Inga underarter finns listade i Catalogue of Life.